# Ducado de Montblanc
El ducado de Montblanc es un título nobiliario, creado por el rey Juan I de Aragón. Es uno de los títulos «vinculados tradicionalmente al heredero de la Corona», por haberlo sido de los reyes de Aragón, siendo su titular actual Leonor de Borbón, princesa de Gerona.

## Historia
El título de duque de Montblanch, fue instaurado por el rey de Aragón Juan I, el Cazador, al concedérselo a su hermano Martín, futuro rey Martín I el 16 de enero de 1387. 
La intención de Juan I era de titular a su hermano con un título inferior al de rey pero superior a todos los demás nobles. Se trataba, por tanto, de un título vitalicio pero no hereditario. En cuanto muriera el infante Martín, el título debía volver a la corona de Aragón.
Sucedió que el rey Juan I de Aragón murió sin descendencia el 1396 y entonces fue coronado el hermano mayor del rey, el infante Martín, duque de Montblanch, quien dejó de utilizar el título. 
Al poco tiempo, la dinastía de la Casa de Aragón quedó sin heredero al morir Martín el Joven. Tras el Compromiso de Caspe se eligió para reinar a Fernando I de Aragón, de la dinastía castellana de los Trastámara. Cuando fue designado rey, en 1412, decidió otorgar el título de duque de Montblanch a su segundo hijo el infante Juan, aunque anteriormente lo había ofrecido a Jaime II de Urgel en compensación por los gastos tenidos en la defensa de su aspiración al trono antes del Compromiso de Caspe, pero Jaime II se negó a aceptarlo y se levantó en armas contra el rey.
Unos años más tarde el rey Alfonso el Magnánimo murió sin hijos legítimos y su hermano Juan fue coronado como nuevo monarca de la Corona de Aragón. Este cedió su título a su segundo hijo el infante Fernando.
El 1461 murió el heredero Carlos de Viana y fue designado nuevo príncipe de Gerona (título del heredero en la Corona de Aragón) el infante Fernando. Fernando decidió entonces que los títulos de príncipe de Gerona y duque de Montblanc irían unidos al heredero del reino. Así fue como el ducado de Montblanch se convirtió en un título no vitalicio y hereditario, que designaba el heredero real hasta el fin de la casa de Austria.
Con la muerte del rey Carlos II de Aragón el 1700, el nuevo monarca fue Felipe de Anjou (Felipe V)  de la dinastía francesa de los Borbones. No se nominó a ningún heredero y, por lo tanto, los títulos de príncipe de Gerona y duque de Montblanch quedaron vacantes, al igual que los títulos de herederos del Reino de Castilla (príncipe de Asturias) y del Reino de Navarra (príncipe de Viana).
En 1705, la Corona de Aragón se rebeló contra Felipe V, y los austracistas proclamaron rey al archiduque Carlos de Austria como Carlos III de Aragón, quién tampoco designó heredero, ya que se encontraba en mitad de la Guerra de Sucesión.
En 1714, los borbónicos ganaron la guerra en Cataluña (en 1707 habían ganado en Aragón y en Valencia, y en 1715 ocuparon Mallorca) y proclamaron de nuevo a Felipe de Anjou como rey de Aragón. Poco después, se publicaron los Decretos de Nueva Planta que suprimieron los títulos vinculados a la Corona de Aragón.

## Situación actual
El 21 de enero de 1977 los títulos del heredero de la antigua Corona de Aragón fueron recuperados por el príncipe Felipe de Borbón y Grecia. Aunque el Real Decreto 54/1977 solo menciona explícitamente el título de príncipe de Asturias, añade que le corresponden «los otros Títulos y Denominaciones usados tradicionalmente por el Heredero de la Corona».
El 8 de septiembre de 1996, coincidiendo con la celebración del séptimo centenario del Santuario de la Sierra, el príncipe Felipe realizó su primera visita oficial a la villa, siendo el primer Borbón en usar el título de duque de Montblanch.
El 4 de abril de 2013, tras la imputación de la infanta Cristina en el caso Nóos, el Ayuntamiento de Montblanch aprobó por mayoría una moción para retirar los honores otorgados a la Casa Real, y pidió al príncipe Felipe que no utilice el título de duque de Montblanch.

## Lista de duques de Montblanch

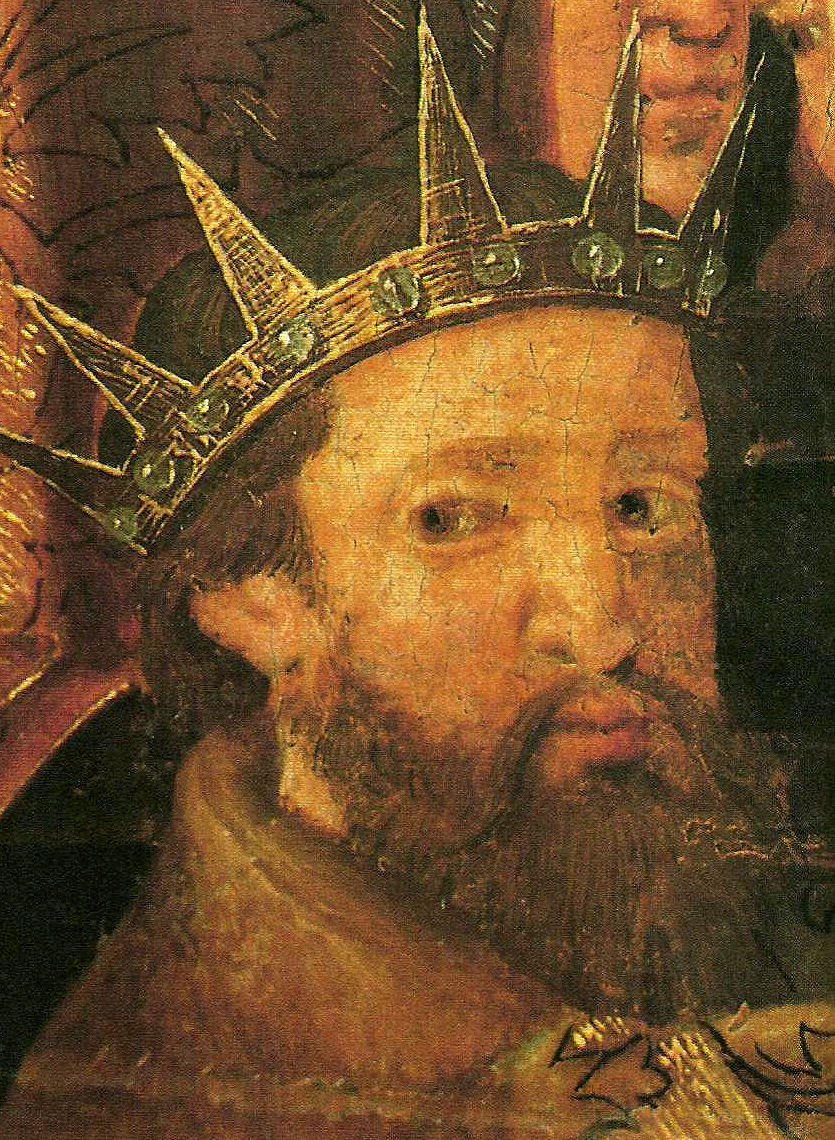
Martín el Humano, primer duque de Montblanch.

Dinastía de la Casa de Aragón (1387-1396)
- Martín el Humano, 1387 - 1396

Dinastía Trastámara (1412-1516)
- Juan II de Aragón, 1412 - 1458
- Fernando el Católico, 1458 - 1462

-Guerra Civil Catalana 1462 - 1472
- Fernando el Católico, 1472 - 1479
- Juan de Aragón, 1478 - 1497
- Juana la Loca, 1497-1516

Dinastía Austria (1516-1700)
- Carlos I de Aragón, 1516 - 1527
- Felipe I de Aragón y II de Castilla, 1527 - 1556
- Carlos de Austria, 1556 - 1568
- Felipe I de Aragón y II de Castilla, (2ª vez), 1568 - 1571
- Fernando de Austria, 1571 - 1578
- Diego de Austria, 1575 - 1582
- Felipe II de Aragón y III de Castilla, 1582 - 1605
- Felipe III de Aragón y IV de Castilla, 1605 - 1626
- Baltasar Carlos de Austria, 1626 - 1640

-Sublevación de Cataluña 1640 - 1652
- Felipe III de Aragón y IV de Castilla, (2ª vez), 1652 - 1657
- Felipe Próspero de Austria, 1657 - 1661
- Carlos II de Aragón, 1661 - 1700

Título vacante (1700 - 1996)
Dinastía Borbón (1996-...)
- Felipe VI de España, 1996 - 2014
- Leonor de Borbón Ortiz actualidad.